# Indiskt medborgarskap
Indiskt medborgarskap regleras i  Indiens grundlag (Constitution of India) och den indiska medborgarskapslagen från 1955, och bygger på följande principer:
1. Medborgarskapet är ett och odelbart. En delstat i Indien kan alltså inte bevilja egna medborgarskap och en indisk medborgare får inte samtidigt vara medborgare i annan stat
2. Medborgarskapet följer blodets princip (jus sanguinis)
3. Medborgarskap kan ha uppkommit på en av fyra grunder:
  1. Födsel (men inte efter en lagändring 1992)
  2. Härstamning
  3. Registrering (avser utländsk make till indisk medborgare)
  4. Naturalisering (avser utlänning som varit bosatt i Indien i minst 10 år)

## Mellannivåer
Fullt medborgarskap innebär att personen har eller kan få indiskt pass. Men för ättlingar till personer från Indien med annat medborgarskap samt personer som är gifta med indier eller person med indisk bakgrund finns det två "mellanlägen":
1. PIO, Person of Indian origin, person med indisk bakgrund. Utfärdas för 15 år i taget och ger alla rättigheter i Indien utom
  1. Rösträtt
  2. Köp av lantbruksmark
  3. Kan inte fritt besöka visa konflikt-områden utan särskilt tillstånd.
2. OCI, Overseas Citizen of India, ungefär utlandsindier. Livslångt. Ett slags dubbelt medborgarskap och kräver att det andra land man är medborgare i accepterar dubbla medborgarskap. Saknar också rösträtt, osv. Kan omvandlas till fullt medborgarskap om personen bott flera år i Indien, varav de senaste 12 månaderna före ansökan om fullt medborgarskap.

Person med PIO eller OCI status behöver inget visum till Indien och har inga tidsbegränsningar på hur länge man får stanna i landet.

## NRI
Uttrycket NRI, Non Resident Indian, används även om personer med PIO och OCI status, personer utan sådan status med utländskt medborgarskap samt indier boende i utlandet. Legalt finns det tre olika NRI-definitioner som används i lagstiftningen och olika statliga och andra regler. 
1. Alla som inte har fullt indiskt medborgarskap men har förfäder från Indien (personer från Pakistan och Bangladesh är undantagna) oavsett var de bor i världen
2. Utlänningar med indisk bakgrund som bor i Indien, inklusive personer som är gifta med indisk person eller NRI.
3. Indiska medborgare som bor i utlandet.

De olika NRI-reglerna styr rätten till visum, bankkonton, rätt till att göra affärer och köpa fastigheter i landet, osv.